# Caloptilia illicii
Caloptilia illicii là một loài bướm đêm thuộc họ Gracillariidae. Nó được tìm thấy ở Nhật Bản (Honshū, Kyūshū, Shikoku).
Sải cánh dài 15-16.5 mm.
Ấu trùng ăn Illicium religiosum và Illicium tashiroi. Chúng có thể ăn lá nơi chúng làm tổ.